# Opper-Lausitzs voetbalkampioenschap 1924/25 (Midden-Duitsland)
In 1924/25 werd het achtste Opper-Lausitzs voetbalkampioenschap gespeeld, dat georganiseerd werd door de Midden-Duitse voetbalbond. Zittauer BC werd kampioen en plaatste zich voor de Midden-Duitse eindronde. De club verloor meteen van Guts-Muts Dresden met 1:9.

## Gauliga
| Plaats | Club                          | Wed. | W | G | V | Saldo | Ptn. |
| ------ | ----------------------------- | ---- | - | - | - | ----- | ---- |
| 1.     | SV 1904 Budissa Bautzen       | 10   | 6 | 3 | 1 | 31:10 | 15:5 |
| 2.     | Zittauer BC                   | 10   | 6 | 3 | 1 | 28:13 | 15:5 |
| 3.     | SC 1911 Großröhrsdorf         | 10   | 4 | 3 | 3 | 25:26 | 11:9 |
| 4.     | Bischofswerdaer SV 08         | 10   | 2 | 4 | 4 | 11:19 | 8:12 |
| 5.     | BV 1919 Sportlust Neugersdorf | 10   | 3 | 0 | 7 | 8:23  | 6:14 |
| 6.     | BC Sportlust Zittau           | 10   | 1 | 3 | 6 | 15:27 | 5:15 |

|  | Play-off titel |

Play-off
|  |                         |              |             |  |
|  | SV 1904 Budissa Bautzen | 1 – 2 (n.v.) | Zittauer BC |  |
|  |                         |              |             |  |